# Élodie Callac
Pour les articles homonymes, voir Callac (homonymie).
Élodie Callac, née le 8 mai 1979 à Villerville[réf. nécessaire] (Calvados), est une météorologiste française.

## Biographie
Élodie Callac est titulaire d'une maîtrise de sciences physiques et diplômée de l'École nationale de la météorologie en 2003. La même année, elle intègre l'unité Médias de Météo-France. Depuis 2009, elle participe également à la production de bulletins de prévision nationaux.
Elle fait partie de l'équipe météo sur les antennes de France Inter et de France Info. Elle remplace Jacques Kessler et officie aux côtés de Joël Collado et Jean-Michel Golynski. Elle est la première femme prévisionniste de Radio France, présentant son premier bulletin météo le 20 juillet 2013.
Depuis janvier 2016, elle présente les bulletins météorologiques sur France Inter et France Info depuis la Maison de la Radio, à Paris, à la place de Joël Collado.